# Sweet Emma Barrett
Emma Barrett, detta Sweet Emma (New Orleans, 25 marzo 1897 – Metairie, 28 gennaio 1983), è stata una cantante statunitense.

## Biografia
Ha cantato con la Original Tuxedo Orchestra tra il 1923 ed il 1936, prima guidata da Papa Celestin e poi da William Ridgely. Ha anche lavorato con Armand Piron, John Robichaux, Sidney Desvigne e la Preservation Hall Jazz Band.
Nel 1967 ha avuto un ictus che le ha paralizzato la parte sinistra, ma nonostante questo ha occasionalmente continuato a cantare e a registrare.
È morta nel 1983 all'età di 85 anni in Louisiana.

## Discografia
- 1960 - Sweet Emma
- 1961 - The Bell Gal and Her Dixieland Boys
- 1963 - Sweet Emma Barrett and Her New Orleans Music
- 1964 - Sweet Emma Barrett and Her Preservation Hall Jazz Band
- 1968 - Sweet Emma Barrett And Her Original Tuxedo Jazz Band At Dixieland Hall